# Berezyna (rejon miński)
Berezyna (biał. Беразіна, ros. Березина) – wieś na Białorusi, w obwodzie mińskim, w rejonie mińskim, w sielsowiecie Michanowicze.